# خمیر شکر
خمیر شکر در کشور انگلستان (به انگلیسی: Sugar paste) یا (به انگلیسی: rolled fondant)، خمیری بسیار شیرین است که معمولاً از شکر قنادی ساخته می‌شود و با فوندانت (به انگلیسی: fondant) متفاوت است. گاهی این خمیر به عنوان آدامس قندی نام برده می‌شود. این خمیر برای پوشش کیک، استفاده در قالب و تزئین کیک و بسیاری از موارد دیگر استفاده می‌شود.
خمیر شکری که در بازار به فروش می‌رسد کاملاً سفید است. رنگ خمیر را می‌توان به آسانی با مواد رنگی خوراکی تغییر داد و تقریباً به هر رنگ می‌توان در این شیوه دست پیدا کرد. یکی از بزرگ‌ترین مزایای استفاده از ارقام تجاری این است که معمولاً آنها را می‌توان برای مدت زمان طولانی ذخیره کرد.
به چندین روش می‌توان خمیر شکر را درست کرد. نوع سریع و نپخته آن از آمیخته شدن سفیده تخم مرغ، گلوکز و شکر قنادی تهیه می‌شود. نوع پخته آن حاوی روغن گیاهی جامد سفید، آبلیمو، آب و شکر قنادی است.